# Hrabstwo Union (Missisipi)
Hrabstwo Union (ang. Union County) – hrabstwo w stanie Missisipi w Stanach Zjednoczonych. Obszar całkowity hrabstwa obejmuje powierzchnię 416,87 mil² (1079,69 km²). Według szacunków United States Census Bureau w roku 2009 miało 27 263 mieszkańców.
Hrabstwo powstało w 1870 roku.

## Miejscowości
- Blue Springs (wieś)
- Myrtle
- New Albany[4]

| Populacja hrabstwa w poprzednich latach | Populacja hrabstwa w poprzednich latach |
| Rok                                     | Liczba ludności                         |
| --------------------------------------- | --------------------------------------- |
| 1980                                    | 21 763                                  |
| 1990                                    | 22 085                                  |
| 2000                                    | 25 362                                  |
| 2005                                    | 26 784                                  |